# Steve De Jonghe
Steve De Jonghe (1974) is een Belgisch voormalig korfballer.

## Levensloop
De Jonghe werd actief in het korfbal bij AKC en vervolgens Catbavrienden, Sikopi en Riviera. In totaal werd hij tienmaal zaal- en negenmaal veldkampioen. Ook won hij elfmaal de Beker van België en tweemaal de Europacup. In 2000 werd hij verkozen tot korfballer van het jaar. 
Daarnaast maakte hij deel uit van het Belgisch korfbalteam, waarbij hij 51 caps verzamelde. Met de Belgische equipe behaalde hij onder meer zilver op de Wereldspelen van 1997 en 2001, alsook op het wereldkampioenschap van 2003.
Na zijn spelerscarrière werd hij actief als coach. Deze functie nam hij onder meer op bij AGO Aalst.